# Júlio César Machado
Júlio César Machado (Lisbona, 1º ottobre 1835 – Lisbona, 12 gennaio 1890) è stato uno scrittore portoghese.
Umorista e narratore di viaggi portoghese, fu amico e seguace di Camilo Castelo Branco. Come Castelo Branco, morì suicida. La sua opera, per lungo tempo obliata anche presso i suoi connazionali, è in via di esser riscoperta, a livello nazionale. Stilisticamente brioso e fantasioso, rapido e brillante, sia nel quadro narrativo d'invenzione che in quello descrittivo delle prose di viaggio, in primis "Do Chiado a Veneza", del 1866. Per Fidelino de Figueiredo, rifondatore, al tramonto del positivismo metodologico inaugurato da un Theophilo Braga, della contemporanea critica letteraria luso-brasiliana, Julio Cesar Machado è stato "l'unico scrittore portoghese di viaggi che ebbe stile sempre fluente e in molti passi ispirato".